# Autophila elbursica
Autophila elbursica är en fjärilsart som beskrevs av Charles Boursin 1940. Autophila elbursica ingår i släktet Autophila och familjen nattflyn. Inga underarter finns listade i Catalogue of Life.